# Otto Berg (químico)
Otto Carl Berg (1873-1939) fue un químico físico alemán y uno de los científicos a los que se atribuye el descubrimiento del renio, junto a Ida Tacke-Noddack y Walter Noddack. El renio fue el elemento siguiente al último descubierto de origen natural, así como el último elemento que se descubrió que posee un isótopo estable. No se les reconoce oficialmente el descubrimiento del elemento 43, que el equipo de investigación llamó en ese momento con el nombre de masurio.

## Vida
Entre 1894 y 1898 estudió Química en Berlín, Heidelberg y Friburgo de Brisgovia. En el periodo 1902-1911 trabajó como profesor en Greifswald. Posteriormente, se incorporó a Siemens & Halske en Charlottenburg.
Como especialista en rayos X, colaboró con Walter Noddack e Ida Tacke para encontrar los últimos elementos desconocidos de la naturaleza con números atómicos 43 y 75. En 1925 el equipo logró el descubrimiento de los dos, a los que dieron los nombres de renio y masurio. El renio (Z = 75) se detectó en los espectros de rayos X, y llegaron a aislar 1 gramo a partir de muestras minerales. A pesar de que las pruebas de rayos X demostraron la presencia segura del elemento masurio en 28 de los 1000 espectros realizados, y una presencia probable en otros 70 casos, las demostraciones de Noddack, Tacke y Berg no pudieron ser reproducidas, ni pudo aislarse el elemento.

## Renio
Durante 1925 en Alemania, los científicos Walter Noddack, Ida Tacke y Otto Berg informaron que habían detectado el elemento químico de número atómico 75 en un mineral de platino y en el mineral columbita. También encontraron renio en la gadolinita y la molibdenita. Durante 1928 fueron capaces de extraer un gramo del elemento renio a partir de la transformación de 660 kg de molibdenita.

## Tecnecio
El mismo equipo también estuvo implicado en el descubrimiento del tecnecio. En 1925 informaron sobre el descubrimiento de los elementos de número atómico 75 y 43: a este último elemento (Z = 43 ) lo denominaron masurio (por la región de Masuria, entonces en Prusia Oriental, actualmente en Polonia, la región de donde era originaria la familia de Walter Noddack). El grupo de investigadores bombardeó la columbita con un haz de electrones y dedujo la presencia del elemento 43 mediante el examen de espectrogramas de difracción de rayos X. La longitud de onda de los rayos X producidos se relaciona con el número atómico por una fórmula deducida por Henry Moseley. El equipo reivindicó la detección de una señal débil de rayos X en una longitud de onda producida por el elemento 43. Experimentadores contemporáneos no pudieron repetir el descubrimiento, y de hecho fue considerado como un error durante muchos años.
No fue hasta 1998 cuando esta desestimación comenzó a ser cuestionada. John T. Armstrong, del Instituto Nacional de Estándares y Tecnología (NIST) ejecutó simulaciones por ordenador de los experimentos y obtuvo resultados muy similares a los reportados por el equipo de 1925. Esa reivindicación fue respaldada por el trabajo publicado por David Curtis del Laboratorio Nacional Los Álamos midiendo la (pequeña) aparición natural del tecnecio. Los resultados experimentales de Berg y los Noddack nunca se han reproducido, y no fueron capaces de aislar ninguna cantidad del elemento 43. El debate persiste sobre si el equipo de 1925 en realidad descubrió el elemento 43. Puede consultarse una ampliación sobre esta controversia en una sección del artículo sobre Ida Noddack.
El descubrimiento del elemento 43 fue finalmente confirmado por un experimento de 1937 en Sicilia, finalmente reconocido a Emilio Segre y Carlo Perrier, que le dieron el nombre de tecnecio. En la Conferencia de la IUPAC de 1949, este nombre fue establecido oficialmente.